# Andrea Nugent
Andrea Nugent, née le 1er novembre 1968 à Montréal, est une nageuse canadienne.

## Biographie
Aux Jeux olympiques d'été de 1988 à Séoul, Andrea Nugent remporte la médaille de bronze à l'issue de la finale du relais 4 × 100 m 4 nages en compagnie de Allison Higson, Lori Melien et Jane Kerr.